# Roumanie au Concours Eurovision de la chanson 2013
La Roumanie est l'un des trente-neuf pays participants du Concours Eurovision de la chanson 2013, qui se déroule à Malmö en Suède. Le pays représenté par le chanteur Cezar et sa chanson It's My Life, est annoncée le 9 mars 2013, à la suite de sa victoire lors de la finale nationale 	Selecția Națională 2013.

## Sélection

### Format
Selecția Națională 2013 était la finale nationale organisée par TVR afin de sélectionner la participation de la Roumanie au Concours Eurovision de la chanson 2013. Le concours comprenait trois émissions : deux demi-finales de seize chansons chacune qui ont eu lieu les 23 et 24 février 2013, respectivement, et une finale de douze chansons qui a eu lieu le 9 mars 2013[3][4] Toutes les émissions ont eu lieu dans les studios de la TVR à Bucarest et ont été animées par Paula Seling et Ovi qui ont représenté la Roumanie au Concours Eurovision de la chanson 2010, Andreea Bănică et Marius Rizea avec Oana Vlădescu et Toader Păun qui ont animé des segments depuis la salle verte[5]. [Les trois émissions ont été diffusées sur TVR1, TVR HD et TVRi, ainsi qu'en ligne via le service de streaming du radiodiffuseur, TVR+[6]. Le site officiel du Concours Eurovision de la chanson, eurovision.tv, a également fourni un flux en ligne pour le concours[7].    

### Chansons sélectionnées
La TVR a ouvert une période de soumission pour les artistes et les compositeurs entre le 14 janvier 2013 et le 3 février 2013. Le radiodiffuseur a reçu 148 candidatures après l'expiration du délai de soumission. [Les auditions ont eu lieu entre le 6 et le 14 février 2013 dans les studios de TVR en Roumanie à Iaşi, Cluj-Napoca, Timișoara, Craiova et Bucarest où un comité d'experts de cinq membres composé de Dan Manoliu (chef de la délégation roumaine au Concours Eurovision de la chanson), Liana Elekes (productrice), Eduard Cârcotă (compositeur), Andrei Tudor (compositeur) et Mihai Ogăşanu (compositeur) a sélectionné trente-deux candidats pour la finale nationale[9]. [Parmi les artistes en lice figuraient Luminița Anghel, qui avait déjà représenté la Roumanie au Concours Eurovision de la chanson en 2005, et Natalia Barbu, qui avait déjà représenté la Moldavie au Concours Eurovision de la chanson en 2007[11].  
| Artiste                       | Chanson                             |           |                  |
| ----------------------------- | ----------------------------------- | --------- | ---------------- |
| Artiste                       | Chanson                             | 9 Gardens | "All for Naught" |
| ABCD                          | "Final de război"                   |           |                  |
| Al Mike feat. Renée Santana   | "What Is Love"                      |           |                  |
| Alin Văduva                   | "Storyline"                         |           |                  |
| Andrei Leonte                 | "Paralyzed"                         |           |                  |
| Anthony                       | "Dream Girl"                        |           |                  |
| Brigitta and Mihai feat. TIPS | "One Heart"                         |           |                  |
| Casa Presei                   | "Un refren"                         |           |                  |
| Claudiu Mirea                 | "I Feel So High"                    |           |                  |
| Cristian Prăjescu             | "The Best Thing in Life is to Love" |           |                  |
| Diana Hetea                   | "I Believe In Love"                 |           |                  |
| Diana Matei                   | "Ma Ma He"                          |           |                  |
| Edict                         | "Buddy Buddy"                       |           |                  |
| Electric Fence                | "Emilia"                            |           |                  |
| Elena Cârstea Muttart         | "Spinning"                          |           |                  |
| Florin Cezar Ouatu            | "It's My Life"                      |           |                  |
| FreeStay                      | "Criminal Mind"                     |           |                  |
| Jul                           | "Wake Me Up"                        |           |                  |
| Leticia                       | "We Are One"                        |           |                  |
| Liviu Mititelu                | "La donna di nero"                  |           |                  |
| Luminița Anghel               | "Unique"                            |           |                  |
| Maximilian Muntean            | "Broken Heart"                      |           |                  |
| Mosquito                      | "Feel The Same"                     |           |                  |
| Narcis Iustin Ianău           | "Seven"                             |           |                  |
| Natalia Barbu                 | "Confession"                        |           |                  |
| Ovidiu Anton                  | "Run Away With Me"                  |           |                  |
| Phaser                        | "Pour toi et pour moi"              |           |                  |
| Spin and Cezar Dometi         | "Silver Lining"                     |           |                  |
| Station 4                     | "Your Heart Is Telling Me So"       |           |                  |
| Tammy                         | "Firebird"                          |           |                  |
| Tudor Turcu                   | "Hello"                             |           |                  |
| The Zuralia Orchestra         | "Sukar Transylvania"                |           |                  |

## Émissions

### Demi-finale 1: 23 février 2013
| Ordre | Artiste                       | Chanson                       | Jury  | Jury   | Télévote | Télévote | Total | Place |
| Ordre | Artiste                       | Chanson                       | Votes | Points | Votes    | Points   | Total | Place |
| ----- | ----------------------------- | ----------------------------- | ----- | ------ | -------- | -------- | ----- | ----- |
| 1     | Tudor Turcu                   | "Hello"                       | 17    | 2      | 2,105    | 7        | 9     | 6     |
| 2     | Casa Presei                   | "Un refren"                   | 10    | 1      | 6,886    | 12       | 13    | 3     |
| 3     | Electric Fence                | "Emilia"                      | 43    | 6      | 1,862    | 5        | 11    | 4     |
| 4     | Diana Hetea                   | "I Believe In Love"           | 20    | 3      | 578      | 0        | 3     | 12    |
| 5     | Station 4                     | "Your Heart Is Telling Me So" | 9     | 0      | 1,274    | 3        | 3     | 11    |
| 6     | Edict                         | "Buddy Buddy"                 | 9     | 0      | 274      | 0        | 0     | 16    |
| 7     | FreeStay                      | "Criminal Mind"               | 44    | 7      | 1,542    | 4        | 11    | 5     |
| 8     | Maximilian Muntean            | "Broken Heart"                | 3     | 0      | 778      | 1        | 1     | 14    |
| 9     | Brigitta and Mihai feat. TIPS | "One Heart"                   | 34    | 5      | 734      | 0        | 5     | 9     |
| 10    | Natalia Barbu                 | "Confession"                  | 4     | 0      | 850      | 2        | 2     | 13    |
| 11    | Spin and Cezar Dometi         | "Silver Lining"               | 31    | 4      | 689      | 0        | 4     | 10    |
| 12    | Liviu Mititelu                | "La donna di nero"            | 0     | 0      | 2,028    | 6        | 6     | 8     |
| 13    | Florin Cezar Ouatu            | "It's My Life"                | 52    | 10     | 2,401    | 8        | 18    | 2     |
| 14    | Tammy                         | "Firebird"                    | 0     | 0      | 613      | 0        | 0     | 15    |
| 15    | Luminița Anghel               | "Unique"                      | 80    | 12     | 3,038    | 10       | 22    | 1     |
| 16    | Anthony                       | "Dream Girl"                  | 44    | 8      | 703      | 0        | 8     | 7     |

### Demi-finale 2: 24 février 2013
| Ordre | Artiste                     | Chanson                             | Jury  | Jury   | Télévote | Télévote | Total | Place |
| Ordre | Artiste                     | Chanson                             | Votes | Points | Votes    | Points   | Total | Place |
| ----- | --------------------------- | ----------------------------------- | ----- | ------ | -------- | -------- | ----- | ----- |
| 1     | Ovidiu Anton                | "Run Away With Me"                  | 42    | 5      | 1,414    | 4        | 9     | 6     |
| 2     | Leticia                     | "We Are One"                        | 0     | 0      | 792      | 0        | 0     | 16    |
| 3     | Mosquito                    | "Feel the Same"                     | 26    | 3      | 654      | 0        | 3     | 12    |
| 4     | Alin Văduva                 | "Storyline"                         | 10    | 2      | 447      | 0        | 2     | 14    |
| 5     | Al Mike feat. Renée Santana | "What Is Love"                      | 68    | 10     | 1,030    | 3        | 13    | 3     |
| 6     | Diana Matei                 | "Ma Ma He"                          | 0     | 0      | 963      | 2        | 2     | 13    |
| 7     | 9 Gardens                   | "All for Naught"                    | 43    | 6      | 468      | 0        | 6     | 10    |
| 8     | The Zuralia Orchestra       | "Sukar Transylvania"                | 6     | 0      | 2,455    | 8        | 8     | 7     |
| 9     | ABCD                        | "Final de război"                   | 45    | 7      | 771      | 0        | 7     | 9     |
| 10    | Elena Cârstea Muttart       | "Spinning"                          | 71    | 12     | 2,112    | 6        | 18    | 1     |
| 11    | Narcis Iustin Ianău         | "Seven"                             | 1     | 0      | 3,108    | 12       | 12    | 4     |
| 12    | Claudiu Mirea               | "I Feel So High"                    | 26    | 4      | 821      | 0        | 4     | 11    |
| 13    | Andrei Leonte               | "Paralyzed"                         | 49    | 8      | 1,585    | 5        | 13    | 2     |
| 14    | Cristian Prăjescu           | "The Best Thing in Life Is to Love" | 8     | 0      | 2,678    | 10       | 10    | 5     |
| 15    | Jul                         | "Wake Me Up"                        | 3     | 0      | 910      | 1        | 1     | 15    |
| 16    | Phaser                      | "Pour toi et pour moi"              | 8     | 1      | 2,418    | 7        | 8     | 8     |

### Finale: 5 mars 2013
| Ordre | Artiste                     | Chanson                             | Jury  | Jury   | Télévote | Télévote | Total | Place |
| Ordre | Artiste                     | Chanson                             | Votes | Points | Votes    | Points   | Total | Place |
| ----- | --------------------------- | ----------------------------------- | ----- | ------ | -------- | -------- | ----- | ----- |
| 1     | Casa Presei                 | "Un refren"                         | 19    | 2      | 8,552    | 10       | 12    | 4     |
| 2     | Narcis Iustin Ianău         | "Seven"                             | 2     | 0      | 1,879    | 5        | 5     | 8     |
| 3     | FreeStay                    | "Criminal Mind"                     | 39    | 5      | 1,168    | 0        | 5     | 9     |
| 4     | Elena Cârstea Muttart       | "Spinning"                          | 47    | 7      | 1,754    | 4        | 11    | 5     |
| 5     | Luminița Anghel             | "Unique"                            | 65    | 10     | 7,469    | 8        | 18    | 3     |
| 6     | Ovidiu Anton                | "Run Away With Me"                  | 20    | 3      | 536      | 0        | 3     | 11    |
| 7     | Florin Cezar Ouatu          | "It's My Life"                      | 47    | 8      | 9,774    | 12       | 20    | 1     |
| 8     | Cristian Prăjescu           | "The Best Thing in Life is to Love" | 10    | 0      | 1,672    | 3        | 3     | 10    |
| 9     | Electric Fence              | "Emilia"                            | 67    | 12     | 3,619    | 7        | 19    | 2     |
| 10    | Al Mike feat. Renée Santana | "What Is Love"                      | 46    | 6      | 1,608    | 2        | 8     | 7     |
| 11    | Tudor Turcu                 | "Hello"                             | 27    | 4      | 3,260    | 6        | 10    | 6     |
| 12    | Andrei Leonte               | "Paralyzed"                         | 17    | 1      | 1,276    | 1        | 2     | 12    |

## À l'Eurovision
La Roumanie participa à la deuxième demi-finale, le 16 mai 2013. Y arrivant 5e avec 83 points, le pays échoue qualifie pour la finale du 18 mai 2013. Il arrive 13e avec 65 points.  